# Треониндезаминаза
Треониндезаминаза, также треонин аммиак-лиаза или треониндегидратаза — фермент (КФ 4.3.1.19) из семейства дезаминаз (класс лиазы), катализирующий реакцию дезаминирования L-формы треонина (с образованием α-кетобутирата и аммиака). α-Кетобутират затем может быть трансформирован в L-изолейцин. Для функционирования треониндезаминазы необходима активная форма витамина B6 — кофермент пиридоксальфосфат (PLP). Фермент регулируется аллостерически. Треониндезаминаза обнаружена у бактерий, дрожжей и растений, но отсутствует у животных. Именно из-за отсутствия треониндезаминазы изолейцин является незаменимой аминокислотой для человека и других животных.

## Структура
Треониндезаминаза представляет собой гомотетрамер (состоит из 4 идентичных субъединиц). Каждая субъединица имеет 2 домена: один домен содержит активный каталитический центр, второй домен содержит аллостерический регуляторный центр, обратимо связывающий эффекторы (изолейцин и валин). Регуляторный центр на одной субъединице тетрамера может воздействовать на каталитический центр, расположенный на другой субъединице.

## Регуляция
Треониндезаминаза ингибируется своим конечным продуктом — изолейцином. Избыток этой аминокислоты (например, поступившей в клетку извне) подавляет синтез треониндезаминазы. У фермента есть два центра связывания изолейцина: один с высокой специфичностью и другой с низкой. Связывание изолейцина с высокоспецифичным сайтом повышает способность последующего связывания изолейцина вторым низкоспецифичным сайтом. Валин, имеющий сходное с изолейцином строение, наоборот, повышает активность треониндезаминазы, конкурентно связываясь с высокоспецифичным сайтом фермента и, таким образом, препятствуя связыванию изолейцина. Было показано, что только небольшие концентрации валина могут повышать активность треониндезаминазы, тогда как валин в очень высокой концентрации (маловероятной in vivo) может конкурентно связывать активные сайты фермента, нарушая его работу.

## Источник
- Shulman A., Zalyapin E., Vyazmensky M., Yifrach O., Barak Z., Chipman D. M. Allosteric regulation of Bacillus subtilis' threonine deaminase, a biosynthetic threonine deaminase with a single regulatory domain // Biochemistry. — 2008. — Vol. 47(45). — P. 11783–117892. — doi:10.1021/bi800901n.